# Паздирек, Зденек
Зденек Паздирек (чеш. Zdeněk Pazdírek; 13 декабря 1953 года, Брно, Чехословакия) — фигурист из Чехословакии, двукратный чемпион Чехословакии 1974—1975 годов в мужском одиночном катании. После окончания любительской карьеры выступал в Holiday on Ice. Работает тренером в Канаде.

## Спортивные достижения
| Соревнования/Сезоны     | 1970 | 1971 | 1972 | 1973 | 1974 | 1975 | 1976 |
| ----------------------- | ---- | ---- | ---- | ---- | ---- | ---- | ---- |
| Зимние Олимпиады        |      |      |      |      |      |      | 12   |
| Чемпионаты мира         | 14   | 17   | 12   | 10   | 9    | 11   | 14   |
| Чемпионаты Европы       | 15   | 22   | 10   | 10   | 8    | 6    | 7    |
| Чемпионаты Чехословакии |      |      |      |      | 1    | 1    |      |